# Terry Ryan (Autorin)
Terry Ryan (* 14. Juli 1946 in Defiance, Ohio; † 16. Mai 2007 in San Francisco, Kalifornien) war eine US-amerikanische Autorin.

## Leben
Terry Ryan wurde im Juli 1946 als sechstes von zehn Kindern ihrer Eltern Kelly und Evelyn Ryan in Ohio geboren. Die meiste Zeit ihres Lebens verbrachte sie in San Francisco. Ihren größten Erfolg erreichte Ryan mit der Veröffentlichung ihrer Autobiografie The Prize Winner of Defiance, Ohio. In dem Buch beschreibt sie ihr Leben und das ihrer Familie, vor allem ihrer Mutter, einer Hausfrau der 1950er Jahre, die die Familie versorgte, während ihr Ehemann sich ständig betrank. Am Valentinstag des Jahres 2004 heiratete Ryan ihre langjährige Freundin Patricia Holt. Kurz darauf veröffentlichte sie unter dem Namen We Do! ein Buch über ihre Hochzeit. Im Jahr 2005 wurde ihre Autobiografie mit Julianne Moore als Evelyn Ryan und Ellary Porterfield als jugendliche Terry Ryan verfilmt. Sie starb im Mai 2007 an Krebs.